# Sarıyayla
Sarıyayla (kurd. Civarik) ist ein Dorf im Landkreis Nazımiye der türkischen Provinz Tunceli. Sarıyayla liegt ca. 21  km nordöstlich der Kreisstadt Nazımiye auf 1.860 m über dem Meeresspiegel.
Civarik ist der ursprüngliche Ortsname. Die Umbenennung zu Sarıyayla („Gelbe Sommerweide“) erfolgte nach 1960. Sarıyayla ist ein traditionelles Siedlungsgebiet des Aşiret der Xormek, eines sesshaften  alevitischen Stammes.
Sarıyayla gehört zum Bucak Büyükyurt. Im Jahre 1985 lebten in Sarıyayla 349 Menschen. Im Jahre 2009 waren noch 18 Menschen dort verblieben. Zum Dorf gehören die Weiler Balik, Gemik und Melkiş.
Während des Dersim-Aufstandes wurde das Dorf Civarik schwer in Mitleidenschaft gezogen.
Die nähere Umgebung Sarıyaylas ist Schauplatz von Auseinandersetzungen zwischen PKK und Sicherheitskräften. Am 1. Mai 2010 überfielen Guerillakämpfer die dortige Kaserne der Gendarmerie und töteten mehrere Soldaten.